# Vardaviaduct
Het Vardaviaduct (Turks: Varda Köprüsü) is een spoorwegviaduct in het Taurusgebergte in de Turkse provincie Adana. Het is ook bekend onder de naam Gavurdereviaduct (voor 1928, toen in Turkije nog Arabisch schrift werd gebruikt Giaurdere-Viaduct), en Alman Köprüsü („Duitse viaduct“) of Koca Köprü („grote viaduct“). 

## Beschrijving
Het viaduct is onderdeel van de spoorlijn Konya–Adana door de Cilicischepoort die onderdeel is van de Bagdadspoorweg. Hij ligt tussen de spoorkilometers 307,106 en 307,278 pal ten zuidwesten van station Haçıkırı in het district Karaisalı. Het centraal station van Adana is het dichtstbijzijnde grote station op 63 km in zuidelijke richting. 
Voor een brug van slechts 172 m is de brug met een hoogte van 98 m buitengewoon hoog. Hiermee is het de hoogste spoorbrug van Turkije. De boogbrug is opgetrokken uit natuursteen en kent 11 overspanningen. De drie middelste bogen overspannen elk 30 m en kennen boven aan de pijlers steunbogen. De zijdelen kennen elk vier bogen, de vier aan de zuidkant overspannen elk 10 m, aan de noordkant zijn drie overspanningen van elk 12 m en een van 6 m. 
De brug ligt noord-zuid in een bocht met een boogstraal van 1.200 m. De brug overspant het diep uitgesleten dal van de Çakıt Deres, een rivier die tijdens de aanleg nog Giaour Dere (nl:Beek van de ongelovigen) werd genoemd.

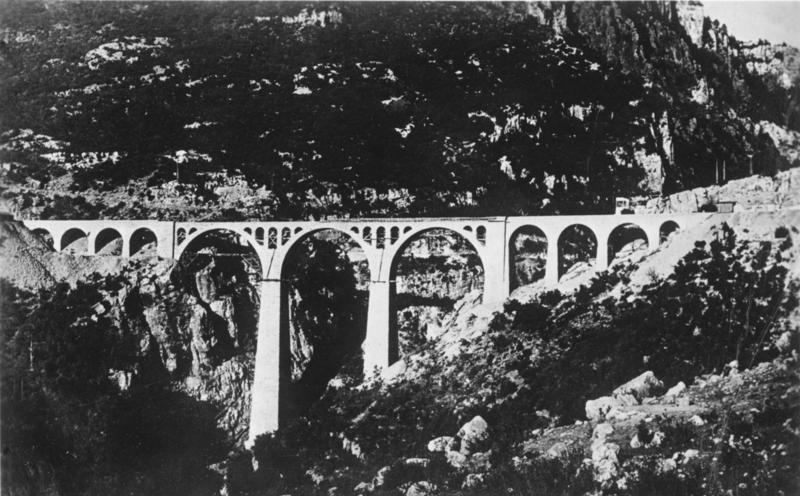
Het viaduct tijdens de bouw gezien uit het zuidoosten.
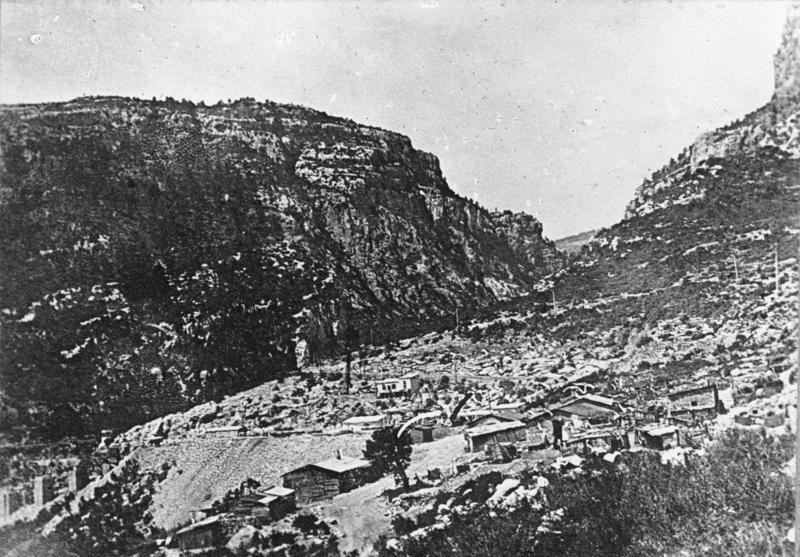
De bouwplaats met onderkomens, links in beeld de voeten van de pijlers in aanbouw.

## Bouw
Het viaduct werd gebouwd in het kader van de aanleg van de Bagdadspoorweg die vanaf 1903 onder Duitse leiding werd gerealiseerd om de Bosporus met de Perzische Golf te verbinden per trein. De passage van het Taurusgebergte waar de lijn het hoogste punt van 1.478 m bereikt was een van de technische hoogstandjes. De zuidelijke helling door de Cilicische poort kent 37 tunnels met een gezamenlijke lengte van 20 km en vele viaducten, waarvan het Vardaviaduct het bekendste kunstwerk is. 
De bekostiging van de bouw werd geregeld onder leiding van de Deutsche Bank. De bouw werd uitgevoerd door de Duitse aannemer Philipp Holzmann en daarnaast waren meerdere Duitse bedrijven, waaronder Siemens, Krupp en Borsig, als toeleverancier betrokken bij de Bagdadspoorweg.  
Het viaduct werd door ingenieur Winkler, medewerker van Philipp Holzmann, ontworpen. Na zijn overlijden kwam de projectleiding van de brug in handen van de Grieks-Ottomaanse Nicholas Mavrogordato. In 1903 streken de bouwers, Duitse technici en bouwvakkers uit vele landen, neer in een nieuw gebouwd kamp bij Belemedik waar ook een ziekenhuis, kerk, moskee, school en bioscoop werden opgetrokken. De bouwmaterialen zoals staal en cement werden over zee aangevoerd naar Mersin en vervolgens per trein naar Tarsus gebracht, waar het per kameel verder ging naar de bouwplaats.   
Voordat de bouw van het viaduct in 1905 begon werd een hulpbrug met veldspoor over de kloof gebouwd om bouwmateriaal naar de overkant te brengen. Na de voltooiing van het viaduct werd de hulpbrug gesloten hoewel er enkele pijlers zijn blijven staan. In 1907 was de ruwbouw compleet en de technische afwerking was in 1912 voltooid. Vanaf 1916 werd de spoorlijn over de brug gebruikt. De officiële opening door de Turkse minister van defensie, Enver Pasja, vond plaats op 18 februari 1917.

## Bekendheid
Het ranke viaduct wordt wegens zijn elegantie vaak afgebeeld en artikelen over de Bagdadspoorweg worden vaak geïllustreerd met een afbeelding van het viaduct. 
In de openingsscène van de James Bondfilm Skyfall dient het als decor voor de ontknoping van een achtervolging. Dit deel van de film is een sleutelscène voor de hele film. Door deze scène is het viaduct wereldwijd bekend geworden. 